# Ruokojärvi (sjö i Jockas, Södra Savolax)
Ruokojärvi är en sjö i kommunen Jockas i landskapet Södra Savolax i Finland. Sjön ligger 83,9 meter över havet. Arean är 1,06 kvadratkilometer och strandlinjen är 14,43 kilometer lång. Sjön  ingår i Vuoksens huvudavrinningsområde.   Den ligger omkring 43 kilometer öster om S:t Michel och omkring 240 kilometer nordöst om Helsingfors. 
I sjön finns öarna Isosaari och Pienisaari. 